# Zygmunt Andrzej Heinrich
Zygmunt Andrzej Heinrich (21. července 1937 – 27. května 1989) byl polský horolezec. V roce 1971 provedl spolu s dalšími Poláky, včetně Andrzeje Zawady, prvovýstup na Kunjang Kiš (7852 m n. m.) v Pákistánu. Roku 1974 se pokoušel s Andrzejem Zawadou provést zimní prvovýstup na čtvrtou nejvyšší horu světa, Lhoce, avšak dosáhl pouze 8250 m. Přesto se stali prvními horolezci, kteří v zimě na této hoře dosáhli výšky přes osm tisíc metrů. V roce 1978 vystoupil na prostřední vrchol Kančendžengy (8482 m n. m.). Následujícího roku vystoupil na Lhoce a v roce 1980 na Mount Everest. Mezi jeho další úspěšně zdolané vrcholy patří například Mašerbrum (7821 m n. m.), Čo Oju (8201 m n. m., nová cesta přes jihovýchodní pilíř) a Nanga Parbat (8126 m n. m., prvovýstup novou cestou). Zemřel v lavině na Mount Everestu ve věku 51 let.